# Arrondissement d'Alkmaar
L'arrondissement d'Alkmaar est une ancienne subdivision administrative française du département du Zuyderzée créée le 1er janvier 1810 et supprimée le 11 avril 1814 à la chute de l'Empire.

## Composition
Il comprenait les cantons de :
- Alkmaar
- De Rijp
- Schagen
- Texel
- Wieringen
- Zijpe.